# HD 330075 b
HD 330075 b ist ein Exoplanet, der den gelben Zwerg HD 330075 alle 3,83773 Tage umkreist. Auf Grund seiner hohen Masse wird angenommen, dass es sich um einen Gasplaneten handelt.

## Entdeckung
Der Planet wurde von Michel Mayor et al. im Jahr 2003 mit Hilfe der Radialgeschwindigkeitsmethode entdeckt (HARPS).

## Umlauf und Masse
Der Planet umkreist seinen Stern in einer Entfernung von ca. 0,0392 Astronomischen Einheiten und hat eine Masse von ca. 198,4 Erdmassen bzw. 0,624 Jupitermassen.